# Alzada
Alzada – jednostka osadnicza w Stanach Zjednoczonych, w stanie Montana, w hrabstwie Carter.